# 艾米加油
《艾米加油》（英語：AMY GO）2012年上映于湖南卫视第一周播剧场的都市偶像剧，由湖南广播电视台、上海创翊文化传播有限公司、北京世纪博英影视传媒公司联合出品。孙耀琦、李佳航、白卉子、朱泳腾、臧洪娜、倪虹洁、潘杰明等主演，台湾著名导演刘俊杰执导。

## 剧情
艾米（孙耀琦 饰）是刚毕业的大学生，与好友陈妍(白卉子 饰)同时面试，LW主管赵来（朱泳腾 饰）慧眼识珠，当场即选择了艾米，陈妍表现得很积极，三天后进安德森公司。 初进公司的艾米，备受压力，机缘巧合认识了张和平（李佳航 饰），艾米藉由张和平的指点，加上自己的坚持不懈，还有赵来的帮助之下，崭露头角。相较之下，好友陈妍的情感发展却陷入困境。当陈妍发现张和平喜欢的是艾米，一向很要强的她却深受欺骗的打击。赵来前妻沈星（倪虹洁 饰）患乳癌，艾米患眼疾，赵来力不从心。艾米欲与赵来分手，成全沈星和赵来。但是，面对张和平总是让艾米有种对陈妍的愧疚，让她不敢靠近和平，并且很坚决的推开了和平所以的关心。当和平真的避开艾米不见她时，艾米才发现她真正需要的是和平。于是在幸福路上艾米勇敢地找到了自己的幸福。

## 播出時間

### 首播
| 頻道     | 所在地 | 播映日期      | 播出剧场     | 网络播出平台 | 播出時間              |
| -------- | ------ | ------------- | ------------ | ------------ | --------------------- |
| 湖南衛視 | 中国   | 2012年11月4日 | 第一周播剧场 | 乐视、腾讯   | 每周日 22：00三集连播 |

## 主演
- 孙耀琦：艾米

刚毕业的大学生，职场菜鸟。
- 李佳航：张和平

阳光帅气、才华横溢的海归策展师。
- 白卉子：陈妍

艾米好友，与艾米一同入职场。
- 朱泳腾：赵来

年轻有为的公司主管，将初入职场的艾米和陈妍招致麾下。
- 倪虹洁：沈星

陈妍上司,赵来妻子,女强人。
- 班杰明：杰克

销售部总监。
- 臧洪娜：胖花

艾米同事。
- 刘瑞琪：张妈妈

张和平的妈妈。

## 收視率

### 湖南衛視首播
| 集數  | 播出日期       | CSM44 收視率 | 收視份額 |
| ----- | -------------- | ------------ | -------- |
| 1-3   | 2012年11月4日  | 1.23         | 2.185    |
| 4-6   | 2012年11月11日 | 1.35         | 2.581    |
| 7-9   | 2012年11月18日 | 0.98         | 2.067    |
| 10-12 | 2012年11月25日 | 1.56         | 2.60     |
| 13-15 | 2012年12月2日  | 1.63         | 2.698    |
| 16-18 | 2012年12月9日  | 1.36         | 1.878    |
| 19-21 | 2012年12月16日 | 1.83         | 2.148    |
| 22-24 | 2012年12月23日 | 2.03         | 3.632    |

- CSM44城資料來源：衛視大混戰 與 Kimi_冲 （页面存档备份，存于）

## 宣傳活動
| 播出時間       | 活動           | 出席演員                       |
| -------------- | -------------- | ------------------------------ |
| 2012年11月24日 | 《快樂大本營》 | 孫耀琦、李佳航、朱泳騰、倪虹潔 |